# ペトレッラ・サルト
ペトレッラ・サルト（伊: Petrella Salto）は、イタリア共和国ラツィオ州リエーティ県にある、人口約1,000人の基礎自治体（コムーネ）。

## 地理

### 位置・広がり
リエーティ県のコムーネ。県都リエーティから南東へ21kmの距離にある。

#### 隣接コムーネ
隣接するコムーネは以下の通り。
- アントロドーコ
- ボルゴ・ヴェリーノ
- チッタドゥカーレ
- コンチェルヴィアーノ
- フィアミニャーノ
- ロンゴーネ・サビーノ
- ペスコロッキアーノ
- ヴァルコ・サビーノ

### 気候分類・地震分類
ペトレッラ・サルトにおけるイタリアの気候分類 (it) および度日は、zona E, 2652 GGである。
また、イタリアの地震リスク階級 (it) では、zona 2A (sismicità media) に分類される。

## 行政

### 分離集落
ペトレッラ・サルトには、以下の分離集落（フラツィオーネ）がある。
- Borgo San Pietro, Capradosso, Castel Mareri, Cerreta, Colle della Sponga, Colle Rosso, Diga Salto, Fiumata, Offeio, Oiano, Pagliara, Piagge, San Martino, Staffoli, Teglieto